# Emergency Severity Index
Der Emergency Severity Index ist ein 5-stufiger Triage-Algorithmus, der von Notfallmedizinern und Pflegenden an der Harvard Medical School, Boston, USA, Ende der 1990er Jahre entwickelt wurde. Neben anderen 5-stufigen Triageinstrumenten wie dem Manchester-Triage-System, der Australasian Triage Scale und der Canadian Triage and Acuity Scale handelt es sich bei dem Emergency Severity Index um ein in der wissenschaftlichen Literatur validiertes System. Ziel des „Emergency Severity Index“ ist es, die Patienten zu identifizieren, die unmittelbar von einem Notfallmediziner gesehen und behandelt werden müssen. Außerdem werden die Patienten erkannt, die schadlos verzögert versorgt werden können.

## Triage in der Notaufnahme
Der Begriff Triage leitet sich aus dem Französischen vom Verb „trier“ ab (Deutsch: „sortieren“). Es handelt sich hierbei um einen aus der Militärmedizin herrührenden Begriff und wird in Deutschland in der Katastrophenmedizin und in der klinischen Notfallmedizin eingesetzt.
Aufgrund der mit dem Begriff der Triage assoziierten problematischen Situation der Ausgrenzung von Patienten mit zu ressourcenintensiver Behandlung wird in deutschen Notaufnahmen mittlerweile überwiegend der Begriff der Ersteinschätzung (unabhängig vom verwendeten System) verwendet, wenige Notaufnahmen verwenden den Begriff Triage. Der aus der deutschen Militärmedizin herrührende Begriff der Sichtung findet ausschließlich präklinisch Einsatz. Ersteinschätzung (international: primary assessment) definiert im Gegensatz zur Triage das Sortierungsprinzip unter Vorrangstellung des individualmedizinischen Aspektes. Dies heißt, dass kein Patient von der Behandlung ausgeschlossen wird, sondern dass lediglich eine Einschätzung nach der Behandlungsdringlichkeit stattfindet.
Das Ziel der Triage ist dabei (international einheitlich definiert), dass
"Der Richtige Patienten
zum Richtigen Zeitpunkt
am Richtigen Ort (Behandlungsraum)"
ist.

## Prinzip des „Emergency Severity Index“
Im Gegensatz zu anderen Triage-Systemen benutzt der Emergency Severity Index ein zweistufiges Herangehen an die Festlegung der Gruppenzuordnung bei neu eintreffenden Notfallpatienten. Dabei werden zunächst Patienten mit hoher Behandlungsdringlichkeit identifiziert, für die anderen wird nachfolgend eine Gruppenzuordnung (nicht Behandlungsreihenfolge!) aufgrund des voraussichtlichen Ressourcenbedarfes festgelegt.
In entsprechend großen Notaufnahmen mit verschiedenen Behandlungsbereichen erfolgt anschließend die Zuweisung an den notwendigen Behandlungsort.
Der erste Entscheidungsschritt (Entscheidungspunkt A) prüft, ob der Patient instabil ist ("Umgehend lebensrettende Intervention erforderlich"). Diese Patienten werden der Kategorie 1 zugeordnet, für sie wird ein sofortiger Behandlungsbeginn definiert.
Im zweiten Entscheidungsschritt (Entscheidungspunkt B) wird die Frage entschieden, ob dieser Patient warten kann. Hierfür wird geprüft, ob es sich um eine Hochrisikosituation handelt, der Patient akut verwirrt, lethargisch oder desorientiert ist bzw. der Patient starke Schmerzen hat oder großes Unwohlsein verspürt. Diese Einschätzung erfordert von der Pflegekraft Erfahrung in der Einschätzung, die erhobenen Informationen beinhalten dabei subjektive und objektive Informationen. Diese Patienten werden der Kategorie 2 zugeordnet, das Zeitlimit ist indirekt definiert durch die Aussage, dass in diese Gruppe alle Patienten gehören, bei denen die Gefahr der vitalen Gefährdung besteht, wenn sie nicht binnen 10 Minuten einem Arzt vorgestellt werden.
Für Patienten, die nicht unter die beiden vorstehenden Kategorien fallen, wird im dritten Entscheidungschritt (Entscheidungspunkt C) geprüft, wie viele Ressourcen der Patient während seiner Behandlung in der Notaufnahme in Anspruch nehmen wird.
Als Ressource sind bspw. Röntgenuntersuchung, Sonographie, CT, Blutuntersuchungen im Labor, Anlage eines Gipsverbandes, komplexe Wundversorgungen usw. definiert.
Keine Ressourcen sind bspw. die Anlage eines vorkonfektionierten (Schienen-)Verbandes, Blutuntersuchungen in der Notaufnahme (jede Form von point-of-care-Diagnostik), kleine Wundversorgungen usw.
Ein Patient der keine Ressource benötigt wird der Kategorie 5 zugeordnet,
wer 1 Ressource benötigt kommt in Kategorie 4,
wer 2 oder mehr Ressourcen benötigt kommt in Kategorie 3.
Nur bei Patienten der Kategorie 3 werden die Vitalzeichen des Patienten überprüft und nach altersentsprechenden Grenzen bewertet. Die Pflegekraft prüft dann, ob sie den Patienten aufgrund der Ergebnisse höher (in Kategorie 2) eingruppiert, wobei auch das Überschreiten der Grenzwerte keine Pflicht zur Höhergruppierung auslöst.
Das Ergebnis der Kategorisierung mittels Emergency Severity Index dient wie auch andere Triageinstrumente dazu, kritisch Kranke Patienten zu erkennen und diese unmittelbar der notwendigen Behandlung zuzuführen. Erste Ergebnisse zeigen, dass z. B. kritisch kranke Patienten mit ambulant erworbener Pneumonie besser erkannt werden und dadurch eine niedrigere Krankenhaussterblichkeit aufweisen.

## Kritische Würdigung
In großen amerikanischen Notaufnahmen mit in hohem Maße arbeitsteilig organisierten Tätigkeiten erlaubt das System eine schnelle Zuordnung zu bestimmten Behandlungsbereichen wie dem Schockraum, einer Chest Pain Unit oder einer Fast Track Unit. Für diese Notaufnahmen ist durch die ärztlichen und pflegerischen Berufsverbände eine maximale Wartezeit von 15 Minuten bis zum Arztkontakt festgelegt – eine Vorgabe, die allerdings häufig nicht eingehalten wird.
In deutschen Notaufnahmen mit anderer Arbeitsteilung besteht damit die Gefahr, dass Patienten der Kategorien 3 bis 5 eine nicht erkannte hohe Behandlungsdringlichkeit haben und durch eine zu lange Wartezeit Schaden nehmen können.
Bei genauer Betrachtung muss der Emergency Severity Index als eine Kombination aus einem dreistufigen Dringlichkeitssystem (0 Min, 10 Min, keine Zeitgrenze) mit einem dreistufigen Aufwandeinschätzungssystem betrachtet werden. Klinische Studien belegen dem Instrument, dass es diese Anforderungen auch bei speziellen Patientenkollektiven (ältere Patienten und Kinder) valide und zuverlässig unterstützt. Einige in internationalen Fachjournalen publizierte Arbeiten zeigen, dass dieses in die deutsche Sprache übersetzte Instrument, in Notaufnahmen in der Schweiz sicher angewendet wird. Eine Übertragung auf deutsche Notaufnahmen ist damit unter Vorliegen bestimmter Voraussetzungen (genügend Ärzte um einen Arztkontakt binnen 15 min sicherzustellen) möglich.